# Conservatori Superior de Música de Castelló "Salvador Seguí"
El Conservatori Superior de Música de Castelló "Salvador Seguí" és un centre d'estudis musicals situat a Castelló de la Plana. S'hi imparteixen les especialitats de composició, pedagogia i interpretació en els itineraris de guitarra, instruments de l'orquestra simfònica, instruments de música antiga i piano. A més dels estudis superiors, també s'hi ofereixen estudis de màster.